# Frank Esche
Frank Esche (* 1953 in Jena) ist ein deutscher Archivar und Schriftsteller. Er war bis 2019 als Diplomarchivar im Staatsarchiv Rudolstadt tätig.

## Werke (Auswahl)
- Friedrich Anton. In: Thüringer Landesmuseum Heidecksburg Rudolstadt (Hrsg.): Die Fürsten von Schwarzburg-Rudolstadt. Rudolstadt 1997 (S. 32–47)
- Aemilie Antonie. In: Thüringer Landesmuseum Heidecksburg Rudolstadt (Hrsg.): Die Grafen von Schwarzburg-Rudolstadt. Rudolstadt 2000 (S. 164–180)[1]
- Frank Esche: Das Thüringer Anekdotenbuch. 2. Aufl., Bucha bei Jena 2010, 216 S. ISBN 3-936455-30-9
- Frank Esche: Thüringer Hochzeitsbüchlein : erotische, amüsante und kuriose Geschichten über Liebe, Heirat, Ehefreud', Gedichte und Reime zum Polterabend, zur silbernen und goldenen Hochzeit, Hausregeln für Ehemänner und Ehefrauen sowie allerlei Thüringer Aberglauben rund ums Werben und Heiraten. Arnstadt 2008, 173 S. ISBN 978-3-934277-19-9
- Frank Esche: Thüringer Mörderinnen: Frauenschicksale zwischen Liebe und Schafott 1859 bis 1938. Arnstadt 2009, 236 S. ISBN 978-3-934277-28-1
- Frank Esche: Auf dem Karzer lebt sich's frei : Studentengeschichten aus dem alten Jena, Rudolstadt 1992, 158 S. ISBN 3-7352-0257-8
- Frank Esche: Thüringer Mord-Pitaval (1766-1938). Erschreckliche Mord- und Übeltaten aus alten Thüringer Kriminalakten, Band 1, Arnstadt 2016, 285 S. ISBN 978-3-934277-65-6
- Frank Esche: Thüringer Mord-Pitaval (1606-1968). Erschreckliche Mord- und Übertaten aus alten Thüringer Kriminalakten, Band 2, Arnstadt 2017, 280 S. ISBN 978-3-934277-69-4
- Frank Esche: Thüringer Mord-Pitaval (1915-1960). Erschreckliche Mord- und Übertaten aus alten Thüringer Kriminalakten, Band 3, Arnstadt 2021, 262 S. ISBN 978-3-934277-77-9
- Aus alten Kriminalakten. In: Verlag Kirchschlager (Hrsg.): Blutspur durch Thüringen - Berichte/Bilder/Dokumente 1884-2020. Arnstadt 2020 (S. 77–94)